# Bias (magnetbånd)
 For alternative betydninger, se Bias. (Se også artikler, som begynder med Bias)
Magnetbåndsbias eller blot bias er betegnelsen for to teknikker, AC-bias og DC-bias, der forbedrer analoge magnetbåndsoptagelsers linearitet. DC-bias er tilføjelsen af jævnstrøm til det lydsignal, der optages. AC-bias er tilføjelsen af et uhørligt højfrekvent signal (typisk fra 40 til 150 kHz) til lydsignalet. De fleste moderne båndoptagere bruger AC-bias.
Ved optagelse har magnetbånd en ikke-lineær respons som er bestemt af dets koercitivitet. Uden bias resulterer dette i dårlig ydeevne, især ved lave signalniveauer. Et optagesignal, der genererer en magnetisk feltstyrke, der er mindre end båndets koercitivitet, kan ikke magnetisere båndet og producerer et lille afspilningssignal. Bias øger signalkvaliteten af de fleste lydoptagelser betydeligt ved at skubbe signalet ind i mere lineære zoner af båndets magnetiske overførselsfunktion.